# Red Velvet Car
Red Velvet Car è il quattordicesimo album in studio del gruppo rock statunitense Heart, pubblicato nel 2010.

## Tracce
1. There You Go – 3:36
2. WTF – 3:26
3. Red Velvet Car – 2:59
4. Queen City – 4:16
5. Hey You – 4:13
6. Wheels – 3:06
7. Safronia's Mark – 4:03
8. Death Valley – 3:55
9. Sunflower – 3:42
10. Sand (The Lovemongers cover) – 4:07

## Formazione
- Ann Wilson – voce, flauto
- Nancy Wilson – chitarra acustica, chitarra elettrica, mandolino, autoharp, voce, dobro
- Ben Mink – chitarra acustica, chitarra elettrica, lap steel guitar, viola, tastiera, programmazioni, arrangiamento archi
- Ric Markmann – basso
- Ben Smith – batteria, percussioni
- Craig Bartock – dobro in Safronia's Mark
- Geddy Lee – fischio in Death Valley